# Џала Брат
Јасмин Фазлић (Сарајево, 16. октобар 1986), познатији под псеудонимом Џала Брат (Jala Brat), босанскохерцеговачки је репер, текстописац, музички продуцент и предузетник. Познат је по музичким сарадњама са репером Бубом Корелијем.

## Биографија
Рођен је 16. октобра 1986. године у Сарајеву. Још као четрнаестогодишњи тинејџер правио је демо снимке реп песама, а прве озбиљније музичке кораке прави 2011. и око себе окупља групу ентузијаста под именом BluntBylon. Исте године објавио је и први студијски албум под називом Replay. Већ наредне године започиње сарадњу са репером Бубом Корелијем.
Био је део босанскохерцеговачке делегације на Песми Евровизије 2016. у Стокхолму, заједно са Дином, Далал и Аном Руцнер. Џала, који је коаутор песме Љубав је, на сцени је извео реп деоницу песме. Босанскохерцеговачка песма која је изведена током прве полуфиналне вечери Евросонга 10. маја није успела да се пласира у финале такмичења.
Након учешћа на Евросонгу, Џала Брат је постао познатији широм аудиторијуму те највише сарађивао са својим колегом Бубом Корелијем где је уследио низ дуетских песама. Такође, сарађивао је са Мајом Беровић и песмама То ме ради, Balmain, Мала ломи и V.I.P. које су радили он и Буба за Мајине албуме Викторијина тајна и 7. Сарадња са Северином му је донела велики успех, поготово песма Отрове; затим је снимио још једну песму с њом, назива Магија.
Због велике популарности у региону, Џала и Буба су одржали концерт на београдском стадиону Ташмајдан: 23. јуна 2018. године; присуствовало је више од 15 хиљада посетилаца. Џала Брат и Буба Корели су са Ацом Лукасом одржали концерт у Штарк арени за дочек Нове године 2019.
Током лета 2019. године, Џала Брат је најавио нови албум чији је излазак планиран за септембар те године. Албум је изашао 9. септембра и носи назив 99, а на њему се налази шест песама са видео спотовима. Албум носи назив по насловној нумери 99, а поред ње, на албуму се налазе још три соло песме — Гасира, Патек и Моника —, као и дует са Бубом Корелијем и Цобијем O.D.D.D., а такође и песма са Бубом и Раф Камором под називом Зове Вијена.

## Дискографија

### Студијски албуми и ЕП-ови
- Replay (ЕП, 2011)
- Ријеч на ријеч (2012)
- (ft. Буба Корели; 2012—2013)
- Махала (ft. Shtela; ЕП; 2012)
- Пакт с ђаволом (ft. Буба Корели; 2014)
- Круна (ft. Буба Корели; 2016)
- Алфа и Омега (2018)
- 99[5] (2019)
- Futura (2021)
- GoodFellas (2023)
- Goat Season (2024)
- "Roze Suze" (2025)

### Синглови
- Звезде плачу за нама (ft. Вук Моб; 2015)
- Casino (2015)
- Дом (2015)
- То ме ради (ft. Буба Корели, Маја Беровић; 2016)
- Фолира (ft. Елена; 2016)
- Љубав је (ft. Далал, Дин, Ана Руцнер; 2016)
- Анђео (2016)
- Стари радио (ft. Буба Корели; 2016)
- Скандал (2016)
- Бакшиш (2016)
- Клинка (ft. Буба Корели; 2016)
- Не волим (ft. Буба Корели, Елена; 2016)
- Рестарт (2016)
- Доминантна (ft. Дадо Полумента; 2016)
- Нема боље (ft. Буба Корели, Раф Камора; 2017)
- Гламур (2017)
- Млада и луда (2017)
- Ултиматум (ft. Буба Корели; 2017)
- Отрове (ft. Северина; 2017)
- Его (ft. Буба Корели и Милан Станковић; 2017)
- Bad (2017)
- (ft. Буба Корели; 2018)
- Она'е (ft. Буба Корели и Цоби; 2018)
- О како не би (2018)
- V. I. P. (ft. Маја Беровић; 2018)
- Магија (ft. Северина; 2018)
- Бенга по снијегу (ft. Буба Корели, Раста; 2018)
- Мила (ft. Буба Корели; 2019)
- Беби (ft. Буба Корели; 2019)
- Камиказа (ft. Буба Корели, Senidah; 2019)
- Гасира (2019)
- Патек (2019)
- О.Д.Д.Д (ft. Цоби, Буба Корели; 2019)
- Моника (2019)
- 99 (2019)
- Зове Вијена (ft. Раф Камора, Буба Корели; 2019)
- Карантин (ft. Буба Корели; 2020)
- Пабло (ft. Буба Корели, Милан Станковић; 2020)